# Tyler Winklevoss
Tyler Howard Winklevoss, född 21 augusti 1981 i Southampton, Long Island, New York, är en amerikansk tävlingsroddare och entreprenör. Han tävlade i parrodd under olympiska sommarspelen 2008 i Peking i Kina tillsammans med sin enäggstvilling Cameron Winklevoss. 

## Biografi
Tyler och hans bror är kända som grundarna av HarvardConnection (senare med namnet ConnectU) tillsammans med klasskamraten Divya Narendra. År 2004 stämde bröderna Facebook-grundaren Mark Zuckerberg på 65 miljoner dollar, då de hävdade att Zuckerberg hade stulit deras idé till ConnectU för att starta det sociala nätverket Facebook. Stämningen och historien om Zuckerberg och syskonen Winklevoss är ämnet för filmen The Social Network från 2010.